# グレヴェナ
グレヴェナ（ギリシア語: Γρεβενά / ラテン文字表記：Grevena / アルーマニア語: Grebini）はギリシャの西マケドニア地方の都市で、グレヴェナ県の県都。アテネから北西約400kmに位置する。
1995年5月13日にマグニチュード6.6の地震があった。
2011年の行政改革で、近隣の13の旧市が合併し、現在のグレヴェナ市となった。